# Scholastique de Nursie
Sainte Scholastique ou Scholastique de Nursie (forme semi-savante Scolasse ; forme populaire Écolasse, anciennement Escolasse), née à Nursie dans la province de Pérouse, en Ombrie, en 480 et morte en 547, est une moniale catholique, sœur de saint Benoît de Nursie, et fondatrice du premier monastère féminin qui adopta la règle de saint Benoît. Elle est principalement connue grâce au pape Grégoire Ier qui la présente dans le deuxième livre de ses Dialogues. Sa fête est le 10 février.

## Hagiographie

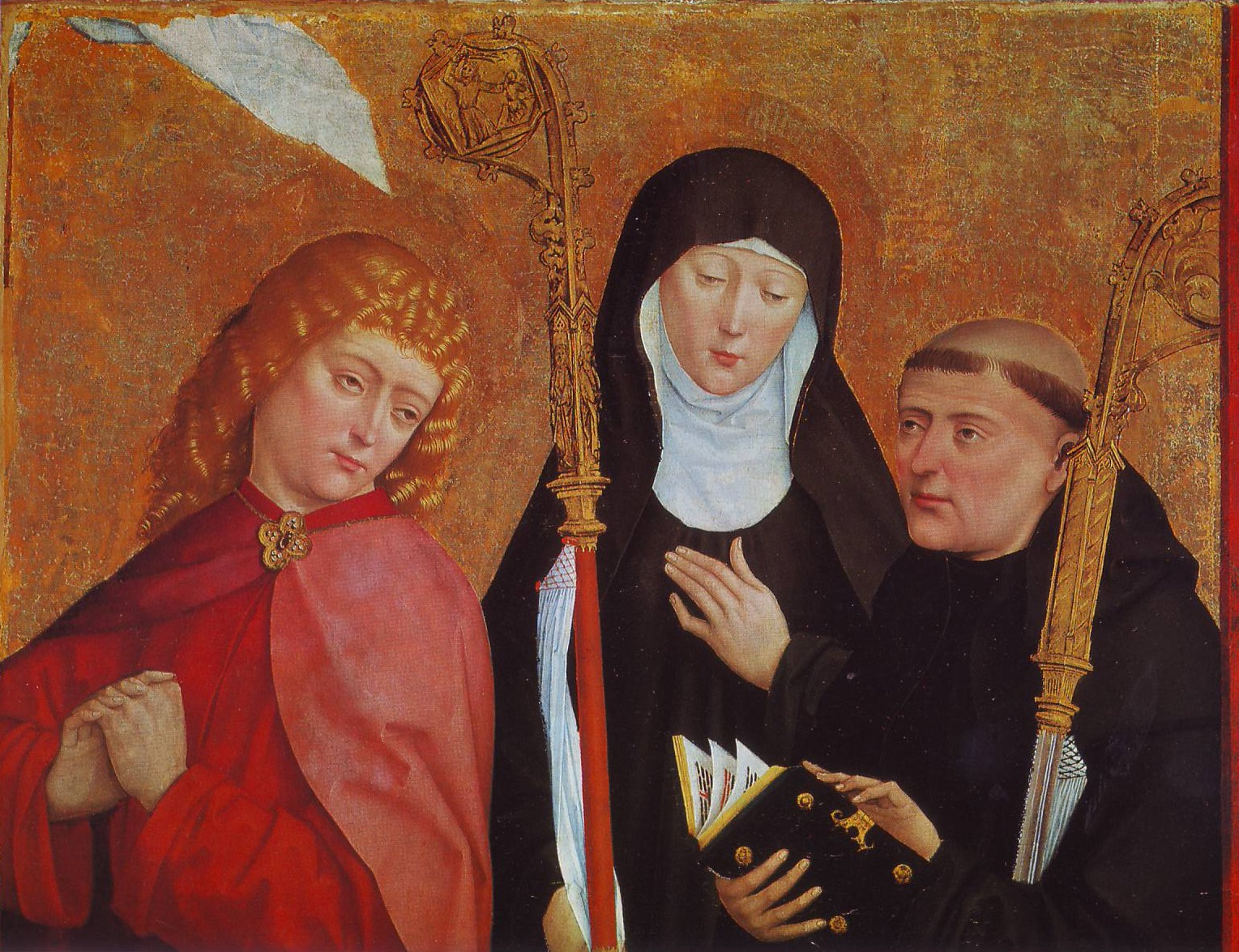
Scholastique avec l'apôtre Jean et son frère Benoît par le Maître de Liesborn. Détail du retable de Liesborn (1465), National Gallery, Londres.

Alors que Grégoire Ier dit que Scholastique est la sœur de Benoît, une tradition plus tardive précise qu'elle est sa jumelle. Quoi qu’il en soit, ses parents sont de la haute société. Son père, descendant de l'ancienne famille sénatoriale des Anicii, est capitaine général des Romains dans la région de Nursie, et sa mère est une comtesse de la ville, qui, peu de temps après l’accouchement des jumeaux ou de Scholastique, décède. Après avoir consacré beaucoup de temps et d'attention aux deux enfants, son père prend la décision de la destiner à la vie monastique.
Quant à son frère Benoît, il est envoyé à Rome poursuivre ses études, mais déçu par la vie désordonnée qu’il rencontre, il quitte la civilisation pour se retirer à l’écart dans une grotte à Subiaco. De son côté, Scholastique, qui reste l'unique héritière du patrimoine considérable de la famille, refuse tout attachement aux biens mondains et demande à son père de partir comme prévu se consacrer à la vie religieuse. C’est tout naturellement qu’elle rejoint son frère pour s’installer près de son ermitage avec une ou deux vierges consacrées.
Quelques années plus tard, lorsque Benoît fonde l'abbaye du Mont-Cassin, elle le suit à nouveau. À environ 7 km en contrebas, elle fonde à son tour le monastère de Piumarola (aujourd’hui un hameau de la commune de Villa Santa Lucia) où avec des sœurs elle suit la règle instaurée par son frère, donnant naissance à la branche féminine de l'ordre bénédictin. Scholastique et son frère décident alors de se voir une fois par an dans une maison de prière à mi-chemin entre les deux monastères.
Lors de la dernière visite en 547, ayant l’intuition qu'elle ne le verrait peut-être plus, elle le supplie de ne pas partir mais de rester jusqu’au lendemain. Se sentant incapable d'enfreindre les règles de son monastère, Benoît décline, mais sa sœur demande l’intercession du Christ et peu après une forte tempête orageuse sévit qui le contraint à rester sur place. Les deux saints passent alors la nuit à échanger sur divers sujets spirituels. Grégoire Ier conclut la narration de l'épisode en disant : « Put davantage celle qui aima davantage ».
Trois jours plus tard, Scholastique meurt ; Benoît voit son âme monter au ciel sous la forme d'une colombe. Il fait transporter son corps dans son monastère et l'enterre dans la sépulture prévue à cet effet où il est déposé lui-même à ses côtés le mois suivant. Elle se trouve dans le premier oratoire Saint-Jean-Baptiste construit vers 529 à la place d’un temple païen dédié à Apollon sur l'ancienne acropole que Benoît a convertie au christianisme. Comme leurs esprits ont toujours été unis en Dieu, de la même manière leurs corps ont été unis dans le même tombeau : « Venus ensemble sur la terre et repartis ensemble pour le ciel, ils ont ici leurs dépouilles mortelles ; ce tombeau en est le gardien pour l'éternité », lit-on encore aujourd’hui au sanctuaire du Mont-Cassin, phrase écrite en latin au XVIIe siècle par l’abbé Angelo della Noce.

## Histoire des reliques

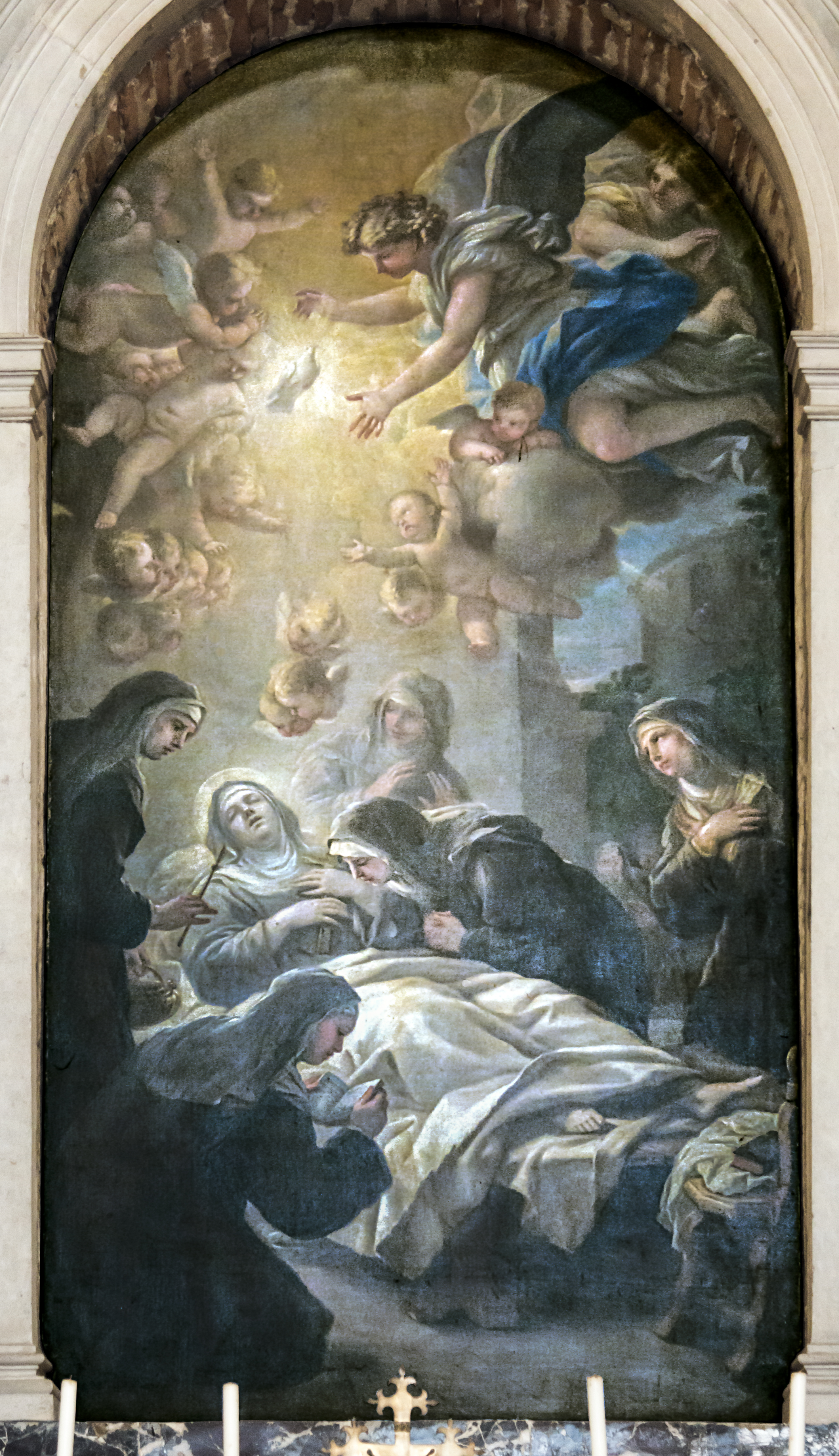
La Mort de sainte Scolastique par Luca Giordano. Basilique Sainte-Justine de Padoue.

Une grande controverse s'est engagée entre les bénédictins français et ceux d'Italie, touchant le lieu où se trouvaient réellement les corps de saint Benoît et de sainte Scholastique. Les premiers soutenaient qu'ils étaient en France, à l’abbaye de Fleury (rebaptisée Saint-Benoît-sur-Loire), où ils seraient parvenus vers 660 à l’initiative de l’abbé Mommolin (en latin Mummolus) qui voulait les retirer de l’abbaye du Mont-Cassin pour les faire venir en France. En juillet 1107, le pape Pascal II s’y déplaça et déclara fausse la prétendue translation des reliques de saint Benoît, remettant en cause leur authenticité.
Entre-temps, des reliques de Scholastique arrivèrent au Mans entre 686 et 707 et déposées à l’ancienne église de la collégiale Saint-Pierre-la-Cour. La dispute historique sur les lieux des reliques entre l’abbaye du Mont-Cassin et les deux autres places françaises se prolongea durant plusieurs siècles.
D’autre part, ayant décidé de fonder une abbaye de femmes à Juvigny-sur-Loison, la reine Richilde, épouse de Charles II le Chauve, obtint la majorité des reliques de la sainte vers 875. Au XVIIe siècle, l’abbesse Scolastique-Gabrielle de Livron établit avec précision la liste des différents ossements. Ils sont toujours visibles lors de la procession du pèlerinage annuel. Au Mans, ne reste plus qu’une relique — son humérus gauche — toujours visible à l’église Saint-Benoît.
Après la Seconde Guerre mondiale, lors de la reconstruction de l’église abbatiale de l’abbaye du Mont-Cassin, d’autres ossements de Benoît et de Scholastique ont été trouvés sous le sol en marbre du maître-autel dans une urne funéraire en albâtre avec des inscriptions originales. Un examen ultérieur effectué par plusieurs spécialistes a confirmé leur authenticité. Les restes ont ensuite été placés dans une nouvelle urne lors d'une cérémonie solennelle au maître-autel en 1955. La nouvelle église fut consacrée le 24 octobre 1964 par le pape Paul VI, lors d'une visite à l’abbaye du Mont-Cassin proclamant à cette occasion saint Benoît co-patron de l’Europe. Dans la crypte, une chapelle centrale commémore également le frère et la sœur de Nursie avec deux statues et deux tombeaux entourés de scènes en mosaïques.

## Vénération

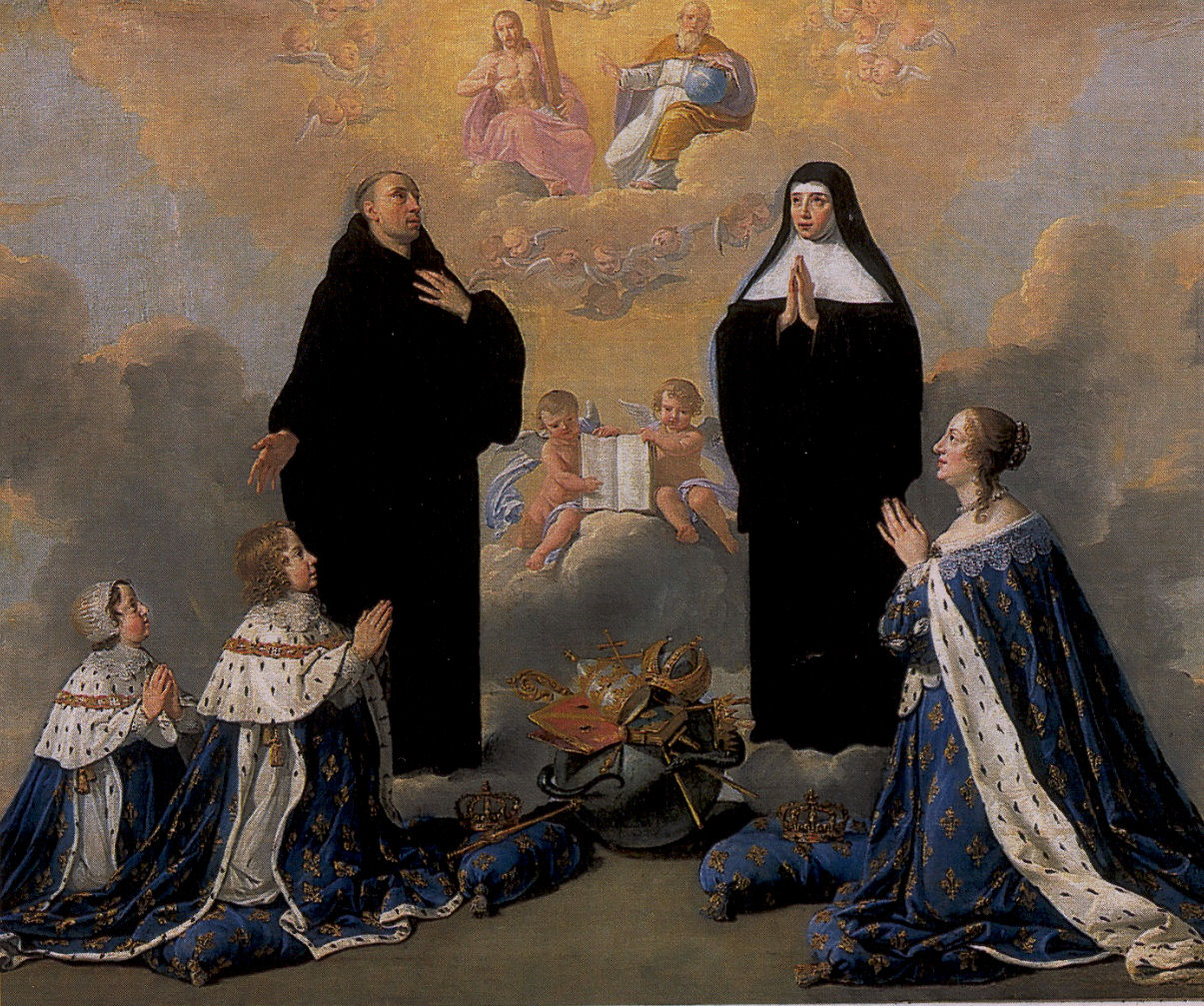
Anne d'Autriche et ses fils priant devant saint Benoît et sainte Scholastique. Tableau de Philippe de Champaigne.

- L'importante abbaye de Subiaco, fondée au VIe siècle, là où saint Benoît passa plusieurs années comme ermite, est placée sous la protection de sainte Scholastique.
- L'Abbaye Sainte-Scholastique à Dourgne.
- Des écoles dans la ville de Dacca au Bangladesh, au Mans et à Guénange (Moselle) en France, portent le nom de la sainte.
- Une statue la représente dans la chapelle de l'ancienne abbaye d'Étival-en-Charnie.
- Un village du Québec, à Mirabel (ville), porte le nom de Sainte-Scholastique ; le village voisin porte le nom de Saint-Benoît.
- Les vestiges d'une chapelle médiévale dédiée à sainte Scholastique sont visibles au sommet du mont Mars, point culminant de la commune de Salasc (Hérault).

## Fait divers
L'émeute de la Sainte-Scholastique eut lieu à Oxford le 10 février 1355. Après une dispute dans une taverne à propos de bière, entre des citadins et deux étudiants de l'université d'Oxford, des batailles rangées entre habitants de la ville et étudiants eurent lieu pendant deux jours. Ces événements firent soixante-trois victimes parmi les étudiants et environ trente parmi les habitants. Les étudiants furent finalement défaits. L'issue de cette affaire fut cependant favorable à l'université : une charte spéciale lui fut accordée. Elle stipulait notamment que chaque année, le 10 février, le maire de la ville et ses conseillers marcheraient nu-tête à travers les rues et paieraient à l'université une amende d'un penny pour chaque étudiant tué. Cette tradition prit fin en 1825, lorsque le maire refusa d'y prendre part.[réf. nécessaire]